# Ben Chandler
Albert Benjamin Chandler III, detto Ben (Versailles, 12 settembre 1959), è un politico e avvocato statunitense, membro della Camera dei Rappresentanti per lo stato del Kentucky dal 2004 al 2013.

## Biografia
Figlio del governatore del Kentucky e poi senatore Happy Chandler, Ben studiò legge all'Università del Kentucky e divenne un avvocato.
Dopo essere stato uditore di stato e procuratore generale del Kentucky, Chandler decise di concorrere per l'incarico che un tempo era stato di suo padre, quello di governatore. Chandler venne sconfitto dal deputato repubblicano Ernie Fletcher, che dopo l'elezione dovette lasciare il Congresso. Per determinare il rimpiazzo di Fletcher alla Camera furono indette delle elezioni speciali, che vennero vinte proprio da Chandler. Questi venne poi riconfermato negli anni successivi.
Nel 2010 Chandler vinse di misura la rielezione contro il repubblicano Andy Barr. Due anni dopo Barr si ricandidò contro di lui e lo sconfisse con un margine ristretto. Chandler dovette quindi abbandonare il Congresso dopo nove anni di servizio.
Chandler è un democratico centrista e faceva parte della Blue Dog Coalition e del Democratic Leadership Council.